# Witkeelklauwiertangare
De witkeelklauwiertangare (Lanio leucothorax) is een zangvogel uit de familie Thraupidae (tangaren).

## Verspreiding en leefgebied
Deze soort telt 4 ondersoorten:
- L. l. leucothorax: van oostelijk Honduras tot oostelijk Costa Rica.
- L. l. reversus: noordwestelijk Costa Rica.
- L. l. melanopygius: van westelijk Costa Rica tot westelijk Panama.
- L. l. ictus: noordwestelijk Panama.